# José Antonio García Mena
José Antonio García Mena (21 de septiembre de 1980) es un jinete español que compite en la modalidad de doma.
Obtuvo el quinto lugar en los Juegos Ecuestres Mundiales de 2014, en la prueba por equipo, y el cuarto lugar en el Campeonato Europeo de Doma de 2015, en la misma prueba. Participó en los Juegos Olímpicos de Tokio 2020, ocupando el séptimo lugar en la prueba por equipos.